# Saturnia melanopis
Saturnia melanopis är en fjärilsart som beskrevs av Staättermayer. 1920. Saturnia melanopis ingår i släktet Saturnia och familjen påfågelsspinnare. Inga underarter finns listade.